# 普济路桥
普济路桥是跨越中國上海市蘇州河的一個人行和非机动车橋樑，连通靜安区的普济路和静安区的海防路。
普济路桥所在地原為叉袋角义渡以及通济路渡口。1997年，普济路桥建成。2023年，普济路桥被称为上海日系天桥、最美天桥，有很多网红和游人前来當地拍照。有人認為，由於普济路桥并未划线区分人行区域和非机动车区域，一群人在桥上滞留摆拍，存在安全隐患。後來普济路桥上放上了红色宣传横幅。上海市公安局静安分局天目西路派出所也表示，普济路桥上不允许行人滞留拍照。